# 横沟水库
横沟水库是中国江苏省连云港市东海县境内的一座水库，位于燕河上，建于1958年。水库正常库容为1480万立方米，集雨面积为42平方千米，海拔为27米。